# Peter Luttenberger
Peter Luttenberger (Bad Radkersburg, 13 de diciembre de 1972) es un exciclista austríaco que fue profesional desde 1995 hasta 2006. Consiguió seis victorias.

## Biografía
En 1992, Luttenberger participó en los Juegos Olímpicos de Barcelona, 3 años antes de pasar al profesionalismo.
Comenzó su carrera como ciclista profesional en 1995 en el equipo Carrera, junto a figuras como los italianos Claudio Chiappucci y Marco Pantani, de los que aprendió a ser buen escalador y a defenderse en la alta montaña.
En 1996 ganó la Vuelta a Suiza y realizó un excelente Tour de Francia, finalizando 5.º en la clasificación general, y 2.º en la clasificación de los jóvenes, solo superado por el alemán Jan Ullrich. Enseguida se vio en él a un favorito para el Tour del año siguiente.
Pero en los años posteriores su rendimiento no fue el esperado. En 1997 fichó por el equipo neerlandés Rabobank y acudió al Tour como jefe de filas, pero su actuación fue bastante inferior en comparación con la del magnífico año anterior. Ni siquiera acabó entre los 10 primeros, quedando 13.º en la general.
En 1999 recaló en el equipo español ONCE-Deutsche Bank, pero tampoco aquí pudo revivir las grandes actuaciones del año 1996.
Después de otras dos intrascendentes temporadas en el equipo italiano Tacconi Sport, fichó en 2003 por el Team CSC de Bjarne Riis. En el Tour de Francia 2003, trabajó al servicio de los líderes Tyler Hamilton y Carlos Sastre y formó parte de varias fugas en las que consiguió sacar minutos importantes, ayudando así a que su equipo ganara la clasificación por equipos del "Tour del Centenario". Acabó 13.º en la clasificación general.
Dejó el Team CSC a finales de 2006, y se retiró posteriormente.

## Palmarés
1993
- Campeonato de Austria en Ruta

1994
- Giro del Mendrisiotto

1996
- Vuelta a Suiza, más 1 etapa

1998
- Campeonato de Austria Contrarreloj
- 1 etapa de la Vuelta a Austria

2001
- 2.º en el Campeonato de Austria Contrarreloj

2004
- 2.º en el Campeonato de Austria Contrarreloj

2006
- Campeonato de Austria Contrarreloj

## Resultados en Grandes Vueltas y Campeonatos del Mundo
| Carrera              | Carrera              | 1995 | 1996 | 1997 | 1998 | 1999 | 2000 | 2001 | 2002 | 2003 | 2004 | 2005 | 2006 |
| -------------------- | -------------------- | ---- | ---- | ---- | ---- | ---- | ---- | ---- | ---- | ---- | ---- | ---- | ---- |
|                      | Giro de Italia       | ―    | ―    | ―    | ―    | 19.º | ―    | 12.º | ―    | ―    | ―    | 87.º | ―    |
|                      | Tour de Francia      | —    | 5.º  | 13.º | —    | —    | 21.º | —    | Ab.  | 13.º | —    | —    | —    |
|                      | Vuelta a España      | Ab.  | —    | Ab.  | —    | Ab.  | Ab.  | —    | 81.º | 62.º | 85.º | —    | —    |
| Mundial en Ruta      | Mundial en Ruta      | —    | —    | —    | —    | —    | —    | 52.º | —    | 34.º | 52.º | —    | —    |
| Mundial Contrarreloj | Mundial Contrarreloj | —    | —    | —    | —    | —    | —    | —    | —    | —    | —    | —    | 23.º |

—: no participa

Ab.: abandono

## Equipos
- Carrera (1995-1996)
- Rabobank (1997-1998)
- ONCE-Deutsche Bank (1999-2000)
- Tacconi Sport (2001-2002)
- Team CSC (2003-2006)